# Civilization: Call to Power
Civilization: Call to Power är ett datorspel utgivet 1998 av Activision.
Det är baserat på brädspelet Civilization och inte Sid Meiers spel som många tror. Efter att Microprose förvärvat rättigheterna till brädspelet gav man Activision i uppdrag att utveckla en ny datorversion av brädspelet. Till skillnad från Civilization så fortsätter spelet med nya tekniker efter att man har utvecklat moderna tekniker. Till exempel kan man bygga undervattensstäder och städer i rymden.
2000 släpptes efterföljaren Call to Power II.